# نجار (شاهين دج)
نجار هي قرية في مقاطعة شاهين دج، إيران. عدد سكان هذه القرية هو 801 في سنة 2006.